# Thomas Joseph Costello
Thomas Joseph Costello (* 23. Februar 1929 in Camden, USA; † 15. Februar 2019 in Syracuse) war ein US-amerikanischer Geistlicher und römisch-katholischer Weihbischof in Syracuse.

## Leben
Thomas Joseph Costello empfing nach seiner philosophischen und theologischen Ausbildung am 5. Juni 1954 in der Cathedral of the Immaculate Conception durch Walter Andrew Foery, Bischof von Syracuse, die Priesterweihe. Er war unter anderem Superintendent für die katholischen Schulen im Bistum Syracuse von 1960 bis 1975 sowie von 1978 bis 2009 Generalvikar.
Papst Paul VI. ernannte ihn am 2. Januar 1978 zum Weihbischof in Syracuse und Titularbischof von Perdices. Der Bischof von Syracuse, Francis James Harrison, spendete ihm am 13. März desselben Jahres die Bischofsweihe; Mitkonsekratoren waren David Frederick Cunningham, Altbischof von Syracuse, und Francis J. Mugavero, Bischof von Brooklyn. Am 23. März 2004 nahm Papst Johannes Paul II. seinen altersbedingten Rücktritt an.
Er war Teilnehmer der Selma-nach-Montgomery-Märsche.